# Lipová (Bardejov)
Lipová es un municipio del distrito de Bardejov en la región de Prešov, Eslovaquia, con una población estimada a final del año 2024 de 83 habitantes.
Se encuentra ubicado en el centro-norte de la región, cerca del río Topľa (cuenca hidrográfica del río Tisza) y de la frontera con Polonia.

## Demografía
| Año        | 1994 | 2004    | 2014     | 2024    |
| ---------- | ---- | ------- | -------- | ------- |
| Población  | 104  | 94      | 81       | 83      |
| Diferencia |      | −9,61 % | −13,82 % | +2,46 % |

| Año        | 2023 | 2024    |
| ---------- | ---- | ------- |
| Población  | 81   | 83      |
| Diferencia |      | +2,46 % |